# Przemysław Frasunek
Przemysław Frasunek (ur. 6 maja 1983 w Lublinie) – polski haker, specjalista z zakresu bezpieczeństwa systemów i kryminalistyki cyfrowej. Od końca lat 90. aktywny uczestnik list związanych z bezpieczeństwem teleinformatycznym, m.in. Bugtraq, na których regularnie publikuje raporty dotyczące zagrożeń związanych z oprogramowaniem. Jeden z nielicznych polskich hakerów znanych i aktywnych w międzynarodowym środowisku specjalistów zajmujących się bezpieczeństwem informatycznym.
W roku 2000, jako jeden z pierwszych, udostępnił kod źródłowy eksploita, który w praktyce demonstrował wykorzystanie błędu typu format bug do przejęcia kontroli nad wówczas powszechnie stosowanym oprogramowaniem serwera FTP. Ten rodzaj błędu programistycznego był do tego czasu uznawany za relatywnie niegroźny w skutkach. Przedstawiona przez Frasunka technika zapoczątkowała masową analizę istniejących aplikacji pod kątem występowania błędu. W wyniku badań powstały liczne raporty oraz udostępniono dalsze kody źródłowe eksploitów wykorzystujących format string attack.
Krótkofalowiec (znak: SQ5JIV). W Internecie posługuje się pseudonimem venglin. Od 2017 r. pełni funkcję eksperta ds. cyberbezpieczeństwa Business Centre Club.
Członek zarządu firmy Redge Technologies Sp. z o.o. dostarczającej technologię dla streamingu i telewizji internetowej. 

## Odnalezione podatności
Istotne podatności odnalezione przez Przemysława Frasunka:
- CVE-2000-0573, eksploit wykorzystujący błąd typu format bug w WU-FTPD.
- CVE-2001-0414, przepełnienie bufora w serwerze protokołu NTP, wykorzystywanym w wielu systemach operacyjnych i urządzeniach[4][5][6].
- CVE-2004-0794, hazard czasowy w serwerze FTP, domyślnym dla systemów NetBSD i OS X[7].
- CVE-2005-2072, błąd projektowy w konsolidatorze dynamicznym ld.so w systemie operacyjnym Solaris wersje: 8, 9, 10 oraz OpenSolaris[8].
- Błąd w bibliotekach systemowych FreeBSD 4.4 pozwalający na odczytanie dowolnego pliku systemowego[9][10].
- Hazard czasowy w jądrze systemu operacyjnego FreeBSD 6.4.[11][12]
- Hazard czasowy w jądrze systemu operacyjnego FreeBSD 7.0.[13]
- Odwołanie do strony zerowej w jądrze systemu operacyjnego FreeBSD 7.0 do 7.2.[14]